# Rășinari
Rășinari é uma comuna romena localizada no distrito de Sibiu, na região histórica da Transilvânia. A comuna possui uma área de 127.87 km² e sua população era de 5648 habitantes segundo o censo de 2007. É a cidade natal do filósofo Emil Cioran